# Mandala

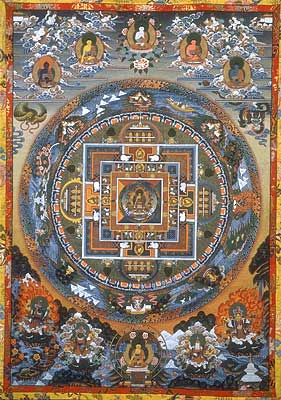
Mandala del Buda Sakyamuni, pintura tibetana.

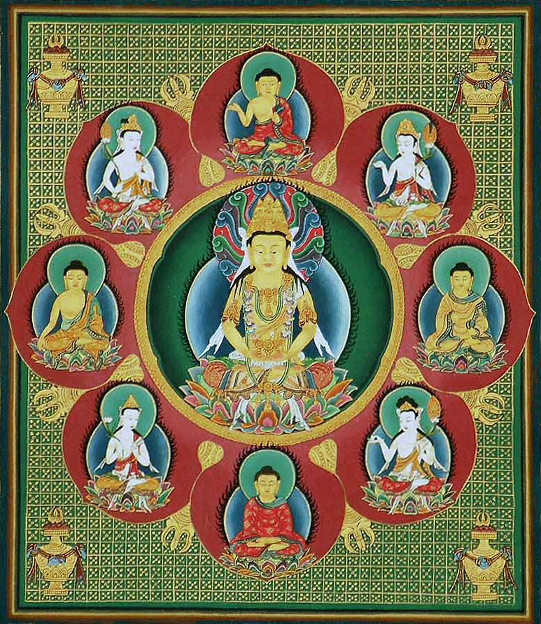
Mandala budista del Buda Vairochana rodeado de ocho adibuddhas y bodhisattvas.

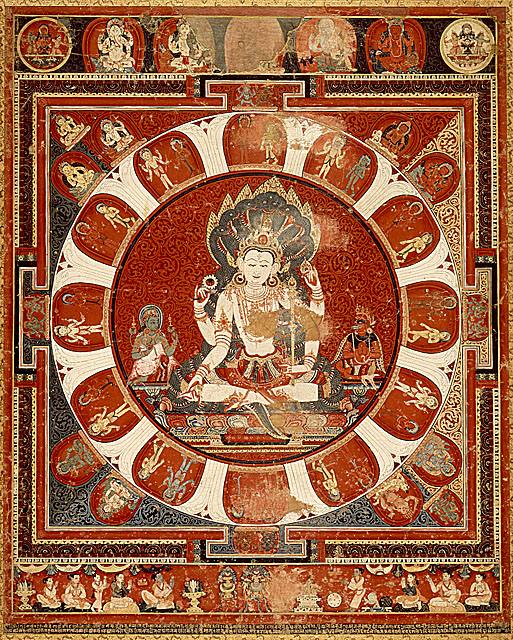
Mandala de Visnú.

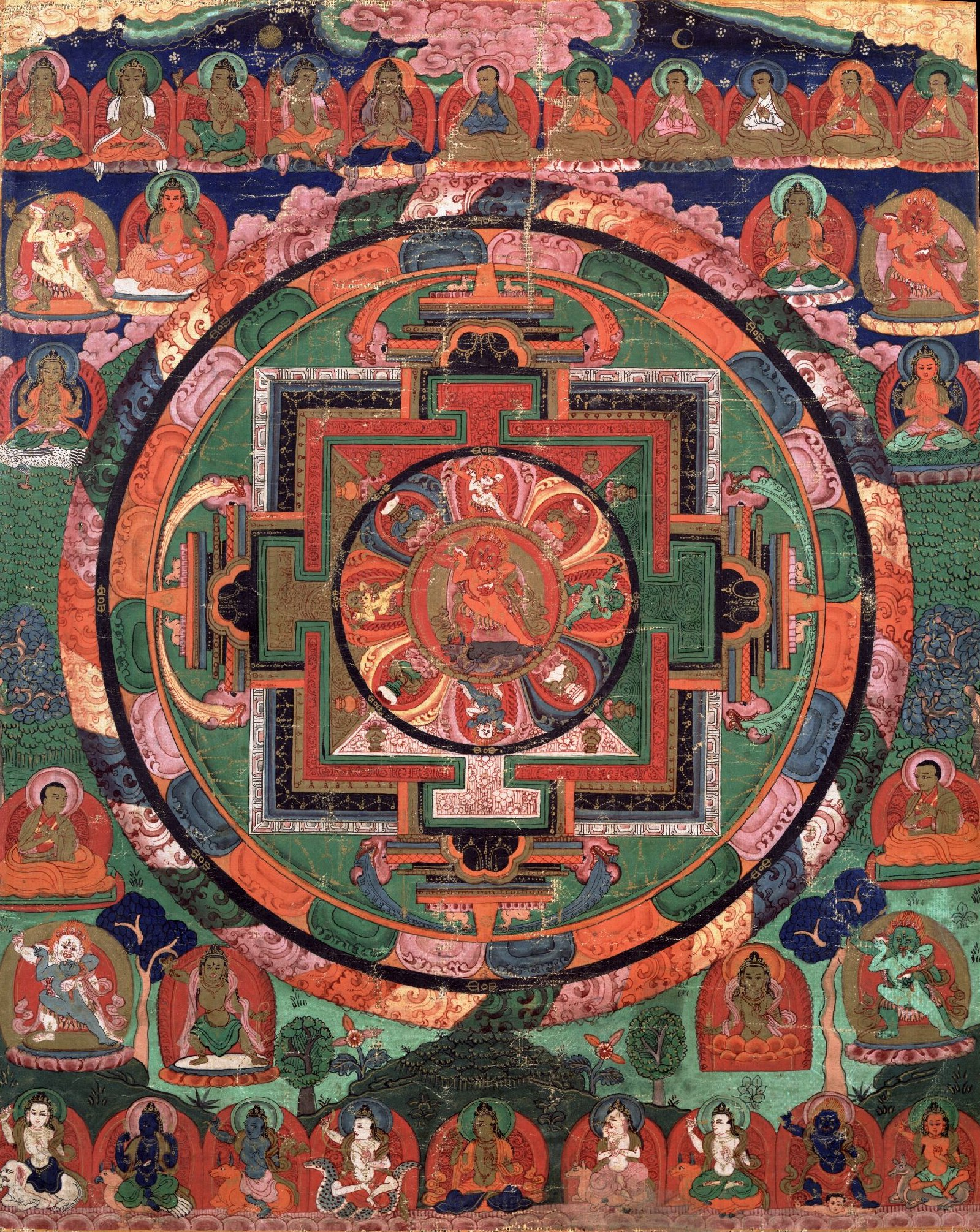
Mandala budista tibetano.

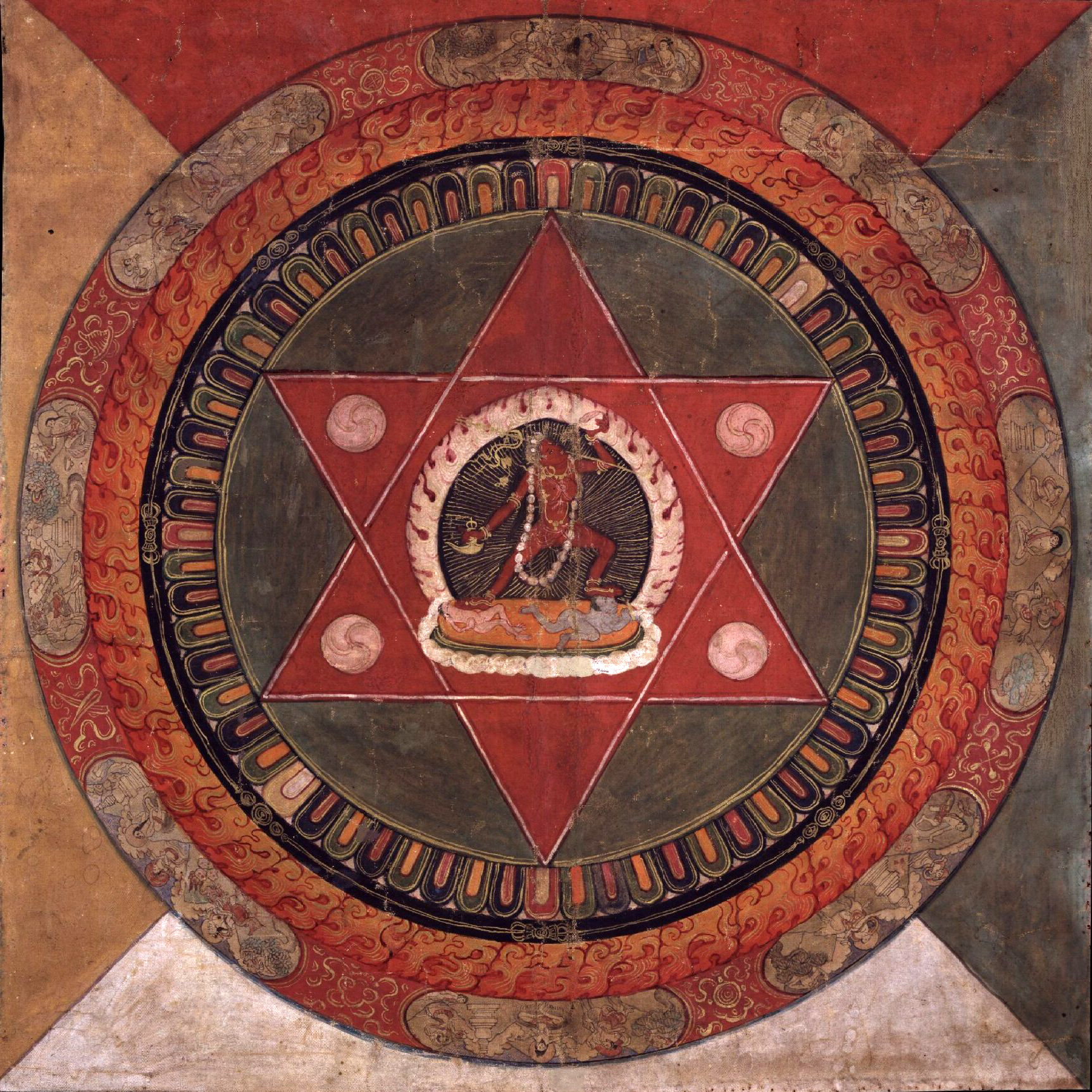
Mandala tibetano de la tradición Naropa.

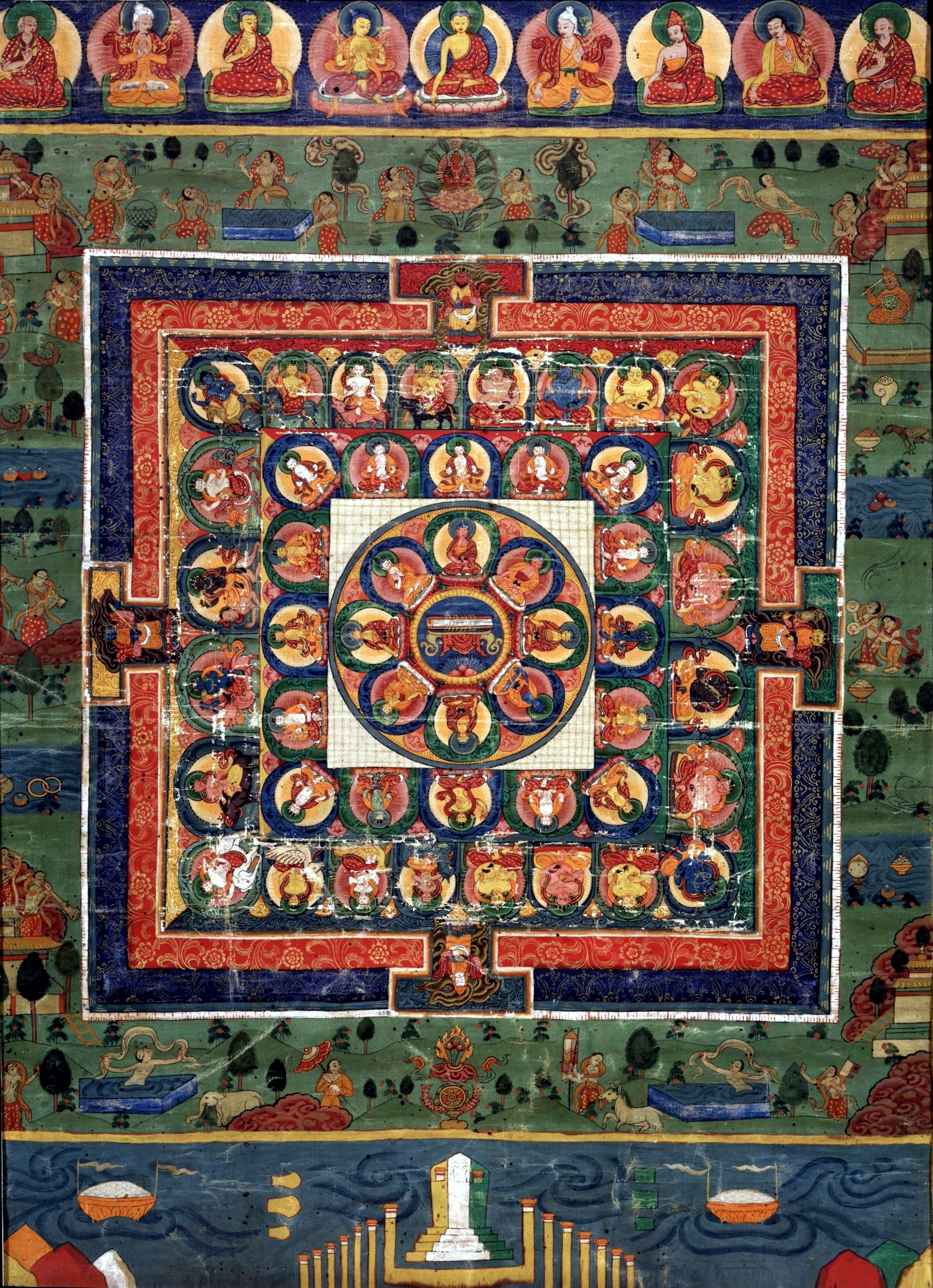
Bhaishayia-Guru (el Buda de la Medicina) junto a la diosa Pragñá Paramita en el centro.

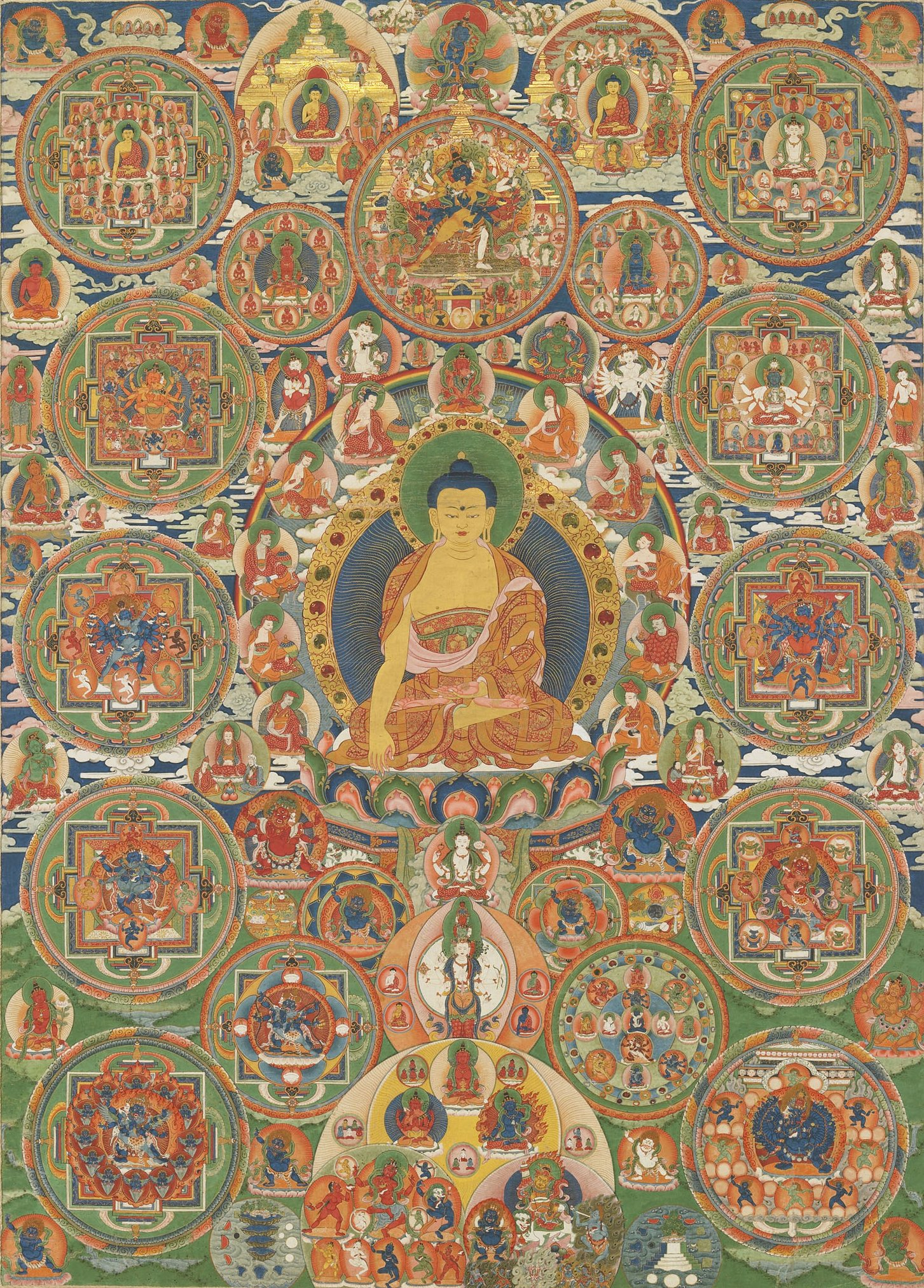
Mandala butanés.

Los mandalas son representaciones simbólicas espirituales y rituales del macrocosmos y el microcosmos, utilizadas en el budismo y el hinduismo.

## Palabra sánscrita
El término mandala es de origen sánscrito.
- maṇḍala, en el sistema AITS (alfabeto internacional de transliteración del sánscrito).
- मण्डल, en la escritura devanagari del sánscrito.
- Pronunciación:
  - [mándala], en sánscrito clásico[1]
  - [mandala], en idioma prácrito y en varios idiomas modernos de la India (como el bengalí, el hindí o hindi, el maratí o el palí o pali).
- Etimología: ‘círculo’.[1]

El Diccionario de la lengua española, de la Real Academia Española, recoge tanto la versión usual española «mandala» (pronunciada grave o llana) como la etimológica «mándala» (pronunciada esdrújula).

## Significado
Estructuralmente, el espacio sagrado (el centro del Universo y soporte de concentración) se representa como un círculo inscrito dentro de una forma cuadrangular. En la práctica, los yantras hinduistas son lineales, mientras que los mandalas budistas son bastante figurativos. A partir de los ejes cardinales, suelen sectorizarse las partes o regiones internas del círculo-mandala.[cita requerida]
Por otra parte, otras culturas poseen configuraciones mandálicas o mandaloides, frecuentemente con intención espiritual: la mandorla (almendra) del arte cristiano medieval, ciertos laberintos en el pavimento de las iglesias góticas, los rosetones de vitral en las mismas iglesias, las chacanas del mundo andino, los diagramas de los indios pueblo, etcétera.[cita requerida]
Es muy probable que esta universalidad de las figuras mandálicas se deba al hecho de que las formas concéntricas sugieren una idea de perfección (de equidistancia con respecto a un centro) y de que el perímetro del círculo evoque el eterno retorno de los ciclos de la Naturaleza (tal y como en la tradición helenística lo proponía, por ejemplo, el uróboros).[cita requerida]

### Lo sacro y lo profano
A su vez, en los rituales mágicos es frecuente la separación de un espacio sacro respecto de uno profano; para esto, en la tradición del ocultismo occidental se ha recurrido y se recurre a los círculos mágicos. El espacio sacro —o al menos el del ritual— es el inscripto en tales círculos que, de este modo, cumplen funciones análogas a los mandalas orientales.

### Psicología analítica
Esta universalidad de los mandalas hizo que el psiquiatra Carl Gustav Jung los privilegiara como expresiones probables de lo inconsciente colectivo. Para él, el centro del mandala figura al sí-mismo (selbst), que el sujeto intenta lograr perfeccionar en el proceso de individuación.

## Otras acepciones sánscritas
Según el Sanskrit-English Dictionary (diccionario sánscrito-inglés), de sir Monier Monier-Williams, el término sánscrito mandala significa:
- círculo.
- disco (especialmente el del Sol o de la Luna).
- óvalo.
- círculo sagrado (según el Divia-vadhana).
- círculo encantado de un conjuro (según el Śatapatha-brāhmana).
- cualquier cosa redonda (aunque según el Chaturvarga-chintāmani de Jemadri, también significa ‘cualquier cosa triangular o cuadrada’).
- circunferencia.
- halo alrededor de la Luna o el Sol (según el Brijad-samjitá de Varaja Mijira).
- órbita de un cuerpo celeste (según el Suria-siddhanta).
- pelota para jugar (según el Majabhárata).
- marca redonda realizada en la piel con una uña (en el Latiaiana, el Kathaka-grijia-sutra, y la literatura erótica hindú).
- vendaje circular (en cirugía).
- erupción cutánea o tipo de lepra con llagas circulares.
- espejo (también da-arpana "da vanidad").
- una de las diez divisiones del Rig-veda,[5] por autor (están divididos en 85 anuvākas o lecciones, y estas a su vez en 1087 sūktas o himnos).
- posición particular para disparar flechas.
- ordenamiento circular de tropas (en el Majabhárata y el Kamandakíia-niti-sara).
- distrito, territorio, provincia (agregado a veces al final de los nombres modernos, según el Majabhárata, el Atharva-veda-pariśishta e inscripciones lugareñas).
- pequeños reinos lejanos y cercanos que rodean a un rey, con los que se mantienen relaciones diplomáticas o políticas (se enumeran 4, 6, 10 o incluso 12 de esos Estados), según las Leyes de Manu.
- multitud, grupo, banda, colección, cuerpo completo, sociedad, compañía (según Iagña Valkia, el Majabhárata y la literatura kavia).
- tipo de serpiente.
- el mandala-nritia es un tipo de danza circular, que bailaron las gopis alrededor de Radha y Krisna.

## El mandala como relajación
Dentro de las múltiples técnicas de relajación orientales, se encuentra la de pintar mandalas, los cuales son publicados en libros parecidos a los libros infantiles dedicados a pintar y colorear. En estos cuadernos o libros, aparece el dibujo del mandala (líneas) y el resto en blanco dispuesto para colorear. Esta técnica de relajación no requiere ninguna disciplina expresa, como puede serlo en otras, ya que quien está haciéndolo lo colorea según sus gustos estéticos e imaginativos. La pueden realizar personas de cualquier edad, siendo además una actividad que fortalece la creatividad, aporta serenidad y contribuye a gestionar situaciones de ansiedad.
Nancy A. Curry y Tim Kaser (2005) realizaron un estudio en el que comprobaron que la elaboración de los mandalas eran efectivos para disminuir los niveles de ansiedad y estrés.